# N126 (België)
De N126 is een gewestweg in de Belgische provincies Antwerpen en Limburg. De weg verbindt de N19 in het centrum van Geel met de N725 in Tessenderlo. De totale lengte van de N126 bedraagt ongeveer 13,5 kilometer.

## Plaatsen langs de N126
- Geel
- Zittaart
- Vorst-Meerlaar
- Tessenderlo